# Caisse des recherches scientifiques
La Caisse des recherches scientifiques  est une ancienne institution de financement de la recherche française. Elle fut créée par la loi du 14 juillet 1901. Sa création est liée à l'activité du député Jean-Honoré Audiffred.
Cette institution était destinée à financer l'équipement des laboratoires de recherche. 
La Caisse des recherches scientifiques fut rassemblée avec la Caisse nationale des sciences le 30 octobre 1935 pour créer la Caisse nationale de la recherche scientifique.